# Баня Котівська
Баня Котівська — стародавнє поселення, нині є частиною міста Борислава (Львівська область).

## Розташування
Колишнє село Баня Котівська є північно-західною околицею Борислава, розташоване над річкою Раточиною, межує з селом Попелі.

## Історія
Перша згадка про село Котів датована 1515 роком. Ймовірно, саме того часу в околицях Борислава було знайдено соляні джерела. Сіль виварювали з породи у солеварнях, які називалися «банями», тому село пізніше отримало назву Баня Котівська, і стало разом з Дрогобицькою та Старосільською солеварнями однією з найбільших у Галичині. Звідси сіль возили до Литви, Польщі, Угорщини, Румунії.
20 травня 1930 року Баня Котовська, а також села Тустановичі, Губичі і Мражниця були приєднані до міста Борислав.

## Відомі люди
У Бані Котівській 1926 року народилася в родині лікаря Остапа Селянського всесвітньовідома поетеса України та Бразилії Віра Вовк-Селянська,члени Національної спілки письменників України (1952) поет Богдан Британ та (1960) поет Роман Квітневий (Іванців), член Української асоціації письменників та Всеукраїнського об'єднання письменники Бойківщини (1960) поет, прозаїк, лауреат літературної премії імені Стефана Коваліва Роман Банський (Кабацький).